# Jin Huaidi
Jin Huaidi of Sima Chi was keizer van de Jin-dynastie van 307-311.

## Context
Huaidi was een van de jongste zonen van keizer Wudi. Tijdens de regering van zijn oudere en zwakzinnige broer keizer Jin Huidi (290-307) brak een troonstrijd uit. De laatste sterke man was Sima Yue, die geen directe afstammeling was van keizer Wudi. Na de moord op Huidi schoof Sima Yue, Huaidi, die geen keizerlijke ambities had, naar voor. Zoals zijn voorganger was hij een speelbal tussen de strijdende machten.
Na de dood van Sima Yue in 311, zat Huaidi door iedereen verlaten, alleen in de hoofdstad Luoyang. Liu Cong, hoofd van de Xiongnu, veroverde de hoofdstad en nam Huaidi mee naar zijn hoofdstad Pingyang. Daar ontving hij van Liu Cong in eerste instantie een adellijke titel (Markies van Ping'a, 平阿公.), maar werd in 313 gedwongen om in vernederende (groene!) kleding drank te schenken tijdens een nieuwjaarsbanket. Een paar maanden later werd hij op bevel van Liu Cong samen met zijn meegevoerde hovelingen gedood.
Zelf had Huaidi geen kinderen, hij werd opgevolgd door zijn neef Jin Mindi.